# 2037 Bomber
2037 Bomber đề cập đến một đề xuất ngắn hạn của Không quân Hoa Kỳ vào năm 1999 nhằm hiện đại hóa và kéo dài thời gian phục vụ của phi đội máy bay ném bom Hoa Kỳ, trì hoãn việc đưa vào "khả năng" thay thế (máy bay ném bom chiến lược hoặc một số tổ hợp hàng không tương tự trong tương lai) cho đến năm 2037. Kế hoạch này đã bị chỉ trích bởi các nhà lập pháp và quan chức Lầu Năm Góc, một số người tin rằng phi đội máy bay ném bom lúc đó có nguy cơ trở nên lỗi thời và hoạt động quá mức. Giữa những tranh cãi này, các quan chức Không quân Hoa Kỳ đã sửa đổi kế hoạch này vào năm 2001 để đưa ra mốc thời gian tăng tốc cho một máy bay ném bom mới. Theo đó chương trình Next-Generation Bomber (NGB) đã được bắt đầu với mục tiêu giới thiệu một máy bay ném bom mới trong năm 2018, tuy nhiên nó đã bị hủy bỏ vào năm 2009. Chương trình này đã được tái khởi động với tên gọi Long Range Strike Bomber (LRSB), dẫn đến sự ra đời của Northrop Grumman B-21 Raider dự kiến sẽ đi vào hoạt động trong năm 2026-2027.

## Di sản
Bộ Quốc phòng Hoa Kỳ tiếp tục chủ trương cho ngày giới thiệu máy bay ném bom mới muộn hơn. Theo Nuclear Posture Review được phát hành vào tháng 12 năm 2001, Bộ Quốc phòng tuyên bố Không quân Hoa Kỳ đang nhắm tới việc giới thiệu máy bay ném bom tiếp theo của mình vào những năm 2040. Phải đến Quadrennial Defense Review năm 2006, Bộ Quốc phòng mới chính thức hóa ý định đưa dự án đi trước gần hai thập kỷ.
Tiếp theo, Không quân Hoa Kỳ khởi động chương trình Next-Generation Bomber, tuy nhiên chương trình này đã bị đình chỉ vào năm 2009. Sau đó nó được tái khởi động với tên gọi Long Range Strike Bomber, dẫn đến sự ra đời của B-21 Raider.
Các cuộc tranh luận vẫn tồn tại trong nội bộ Không quân Hoa Kỳ về 2037 Bomber và tương lai của các cuộc tấn công tầm xa. Sự quan tâm của Không quân Hoa Kỳ, hoặc sự thiếu quan tâm, đối với một máy bay ném bom tiếp theo của LRSB đã không được tiết lộ công khai. Năm 2007, nhà phân tích công nghiệp quốc phòng Rebecca Grant gọi chiếc máy bay ném bom mới là "con thú thần thoại" và than thở về việc Không quân Hoa Kỳ tiếp tục cố gắng vào nó.